# Кот Морський (герб)
Кот Морський (Kot Morski, Cattus Marinus) — родовий герб, яким користувалось понад 60 шляхетських родів Білорусі, України, Литви і Польщі.
Герб відомий з початку 14 століття, у Великому князівстві Литовському, Руському та Жемантійському — після Городельськой унії 1413 року.

## Історія
Герб має давнє, але нез'ясоване походження. Деякі дослідники стверджують, що на гербі від початку було зображено не кота, а мавпу (тому й назва "морський"). Походження герба ведуть з Італії. Інші дослідники кажуть, що герб походить з Священної Римської імперії (Німеччини). 
Після підписання Городельської унії 1413 — угоди між Польським королем Владиславом II Ягайлом та Великим князем Литовським, Руським та Жемантійським Вітовтом деякі українські, литовські та білоруські бояри набували права мати свій родовий герб і зрівнювались у достоїнствах і правах з польською шляхтою.
Так, відповідно до Городельської унії польський шляхтич, власник цього герба, передавав литовсько-руському боярину Войзнару Вилколевичу (Wojsznar Wilkolewicz) право користуватись гербом Кот Морський.  
Проте дослідник Владислав Семкович стверджує, що литовсько-руським боярам передали право користуватись не гербом "Кот Морський", а гербом Леварт.	
Пізніше інші українські шляхетські роди також почали користуватись цим гербом.
Список родів гербу Кот Морський: 
 Дольські (Dolski), Дульські (Dulski), Кот (Kot), Котельницькі (Kotelnicki), Котлубай (Kotłubaj), Липські (Lipski), Сворожинські (Swarożyński), Вилколевич (Wilkolewicz, Wiłkolowicz, Wirkolowicz), Войснар (Wojsnar, Wojsznar), Волколевич (Wołkolewicz)  та інші .

## Опис герба
У червоному полі зображено кота білого або сірого кольору із золотою пов'язкою на животі. Він представляється таким, що сидить на задніх лапах з підібраними хвостом. 
На шоломі над короною зображено три страусових пера.